# Melkøya
Melkøya (norwegisch) oder Muolkkut (nordsamisch) (deutsch „Milchinsel“) ist eine Insel vor der norwegischen Küste in der Nähe der Stadt Hammerfest in der Provinz Finnmark.

## Wirtschaftliche Bedeutung
Auf der Insel wurde eine Anlage zur Lagerung und Verarbeitung von Erdgas vom Erdgasfeld Snøhvitfeltet (norwegisch das Schneewittchen-Feld) in der Barentssee gebaut. Die Anlage wurde von der Linde AG konstruiert, in Spanien gebaut und auf einer Schwimmplattform nach Norwegen geschleppt. Sie ist die größte ihrer Art in Europa und nimmt die Fläche der Insel vollständig ein. Das Gas wird durch eine 143 km lange Gaspipeline nach Melkøya befördert. Auf Melkøya wird es dann prozessiert und zu Flüssigerdgas verarbeitet. Danach wird es mit Tankschiffen abtransportiert. Der Baubeginn war 2003. Die von Statoil betriebene Anlage ist im Herbst 2007 in Betrieb gegangen.
Nach dem Start im August 2007 wurde die Anlage wegen technischer Probleme im November wieder abgeschaltet. In der Zwischenzeit wurde ein Teil des Gases abgefackelt, wobei erhebliche Mengen an Kohlendioxid, Stickoxide und krebserregenden Ruß in die Umwelt gelangten. Im Januar 2008 ist die Anlage teilweise wieder in Betrieb gegangen, wobei überschüssiges Gas zeitweise abgefackelt wurde. Es erfolgte nun auch eine erste Lieferung in die Vereinigten Staaten.

## Geschichte
In Verbindung mit dem Bauprojekt der Statoil wurde in den Jahren 2001 und 2002 eine archäologische Untersuchung durchgeführt. Dabei wurden Spuren menschlicher Besiedlung aus der ausklingenden Steinzeit gefunden, die bis auf das Ende der letzten Eiszeit zurückgehen.
Vor dem Zweiten Weltkrieg war Melkøya ungefähr ein Jahrhundert lang bewohnt. Auf der Insel wurden im geringen Maßstab Kühe und Schafe gehalten. Zusammen mit Hammerfest wurde die Insel jedoch von deutschen Streitkräften zwangsevakuiert und auf ihr eine Batterie der Wehrmacht stationiert. Das Gelände wurde mit Stacheldraht und Landminen befestigt. Nach dem Krieg scheiterte die Wiederbesiedlung und landwirtschaftliche Weiternutzung an diesen Befestigungen und wurde im Jahr 1951 aufgegeben. Während der Räumung von Melkøya im Sommer 2002 wurden Teile der auf der Insel zurückgelassenen Bauten und Gegenstände in das Gjenreisningsmuseet (norwegisch Museum für den Wiederaufbau) in Hammerfest überführt.